# Carlo van Dam

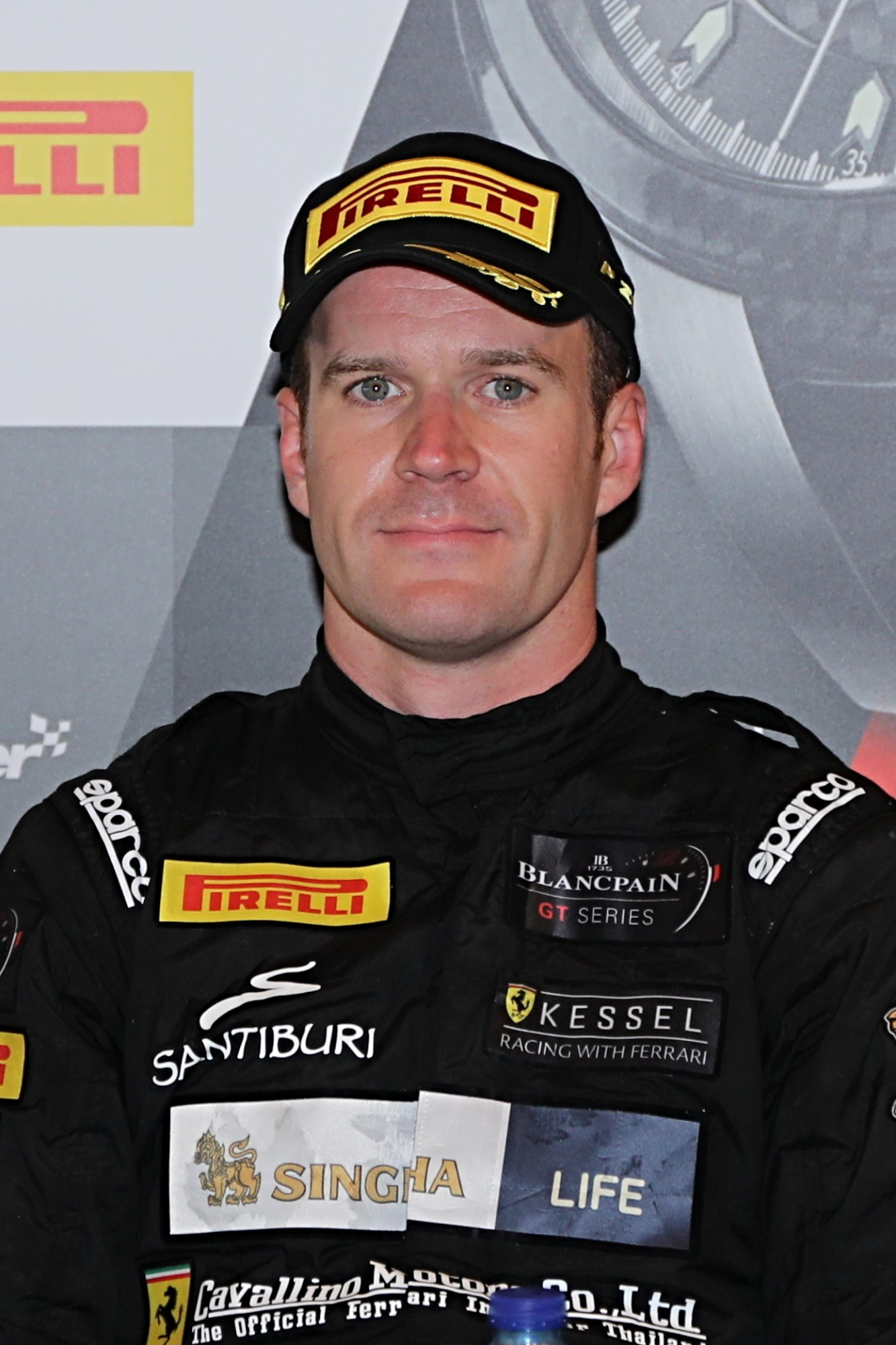
Carlo van Dam 2017

Carlo van Dam (* 27. Februar 1986 in Vlaardingen) ist ein niederländischer Rennfahrer. 2007 gewann er den Meistertitel im deutschen Formel-3-Cup und 2008 die japanische Formel-3-Meisterschaft.

## Karriere
Van Dam begann seine Motorsportkarriere 1994 im Kartsport, in dem er bis 2004 aktiv war. 2004 wechselte er in den Formelsport und wurde Fünfter der niederländischen Formel Renault. Außerdem nahm er an vier Rennen der deutschen Formel Renault teil. 2005 ging der Niederländer im Formel Renault 2.0 Eurocup an den Start. Mit vier Podest-Platzierungen belegte er den vierten Gesamtrang. Außerdem startete er bei einigen Rennen der niederländischen Formel Renault, in der er schließlich Siebter wurde. 2006 blieb er im Formel Renault 2.0 Eurocup und verbesserte sich mit einem Sieg auf den dritten Platz in der Gesamtwertung. Darüber hinaus nahm er an einigen Rennen der französischen Formel Renault teil, in der er den 13. Gesamtrang belegte.
2007 wechselte van Dam in den deutschen Formel-3-Cup zu Van Amersfoort Racing. Er dominierte die Saison, gewann neun von 18 Rennen, stand bei weiteren sieben Rennen auf dem Podest und gewann den Meistertitel. Außerdem gab er beim Saisonfinale sein Debüt in der Formel-3-Euroserie und nahm an acht Rennen des Mégane Trophy Eurocup teil. 2008 verließ van Dam Europa und wechselte nach Japan, wo er in der japanischen Formel-3-Meisterschaft antrat. Erneut war der Niederländer der dominierende Pilot und stand bei jedem Rennen auf dem Podium. Mit neun Siegen aus 18 Rennen gewann er schließlich den Meistertitel. Außerdem startete er bei einigen Rennen der Super GT.
2009 kehrte van Dam nach Europa zurück und startete für Kolles & Heinz Union in der Formel-3-Euroserie. Bereits nach zwei Läufen verließ er das Team. Den achten Lauf der Formel-3-Euroserie bestritt er für SG Formula, für die er bereits im Formel Renault 2.0 Eurocup gefahren war. In der Gesamtwertung belegte er den 31. Platz. In der Superleague Formula nahm der Niederländer 2009 ebenfalls an einigen Rennen teil. Dabei ging er für das von Azerti Motorsport betreute Team des PSV Eindhoven an den Start. Außerdem startete er in einem VW Scirocco GT24 beim 24-Stunden-Rennen auf dem Nürburgring, wo sein Team den dritten Platz in seiner Klasse und Platz 20 in der Gesamtwertung erreichte. Zwei weitere Renneinsätze hatte er in einem Saleen S7R beim 24-Stunden-Rennen von Spa-Francorchamps im Rahmen der FIA-GT-Meisterschaft und ebenfalls in einem Saleen S7R bei einem Rennen in der Asian Le Mans Series, das er auf dem dritten Klassenrang beendete.

## Statistik

### Karrierestationen
- 1994–2004: Kartsport
- 2004: Niederländische Formel Renault (Platz 5)
- 2005: Formel Renault 2.0 Eurocup (Platz 4), niederländische Formel Renault (Platz 7)
- 2006: Formel Renault 2.0 Eurocup (Platz 3), französische Formel Renault (Platz 13)
- 2007: Deutscher Formel-3-Cup (Meister)
- 2008: Japanische Formel-3-Meisterschaft (Meister)
- 2009: Formel-3-Euroserie (Platz 31), Superleague Formula